# Girona (stad)

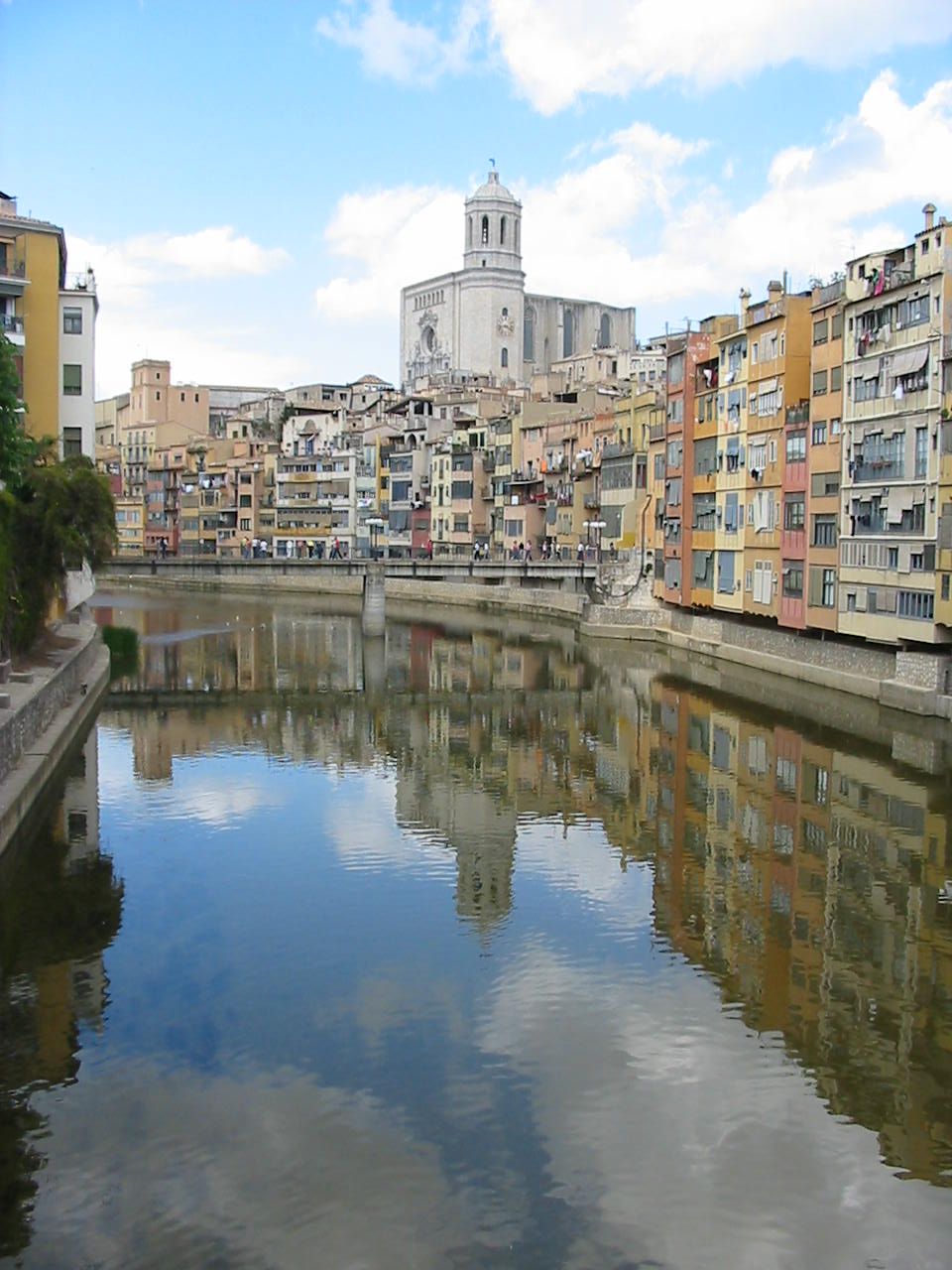
Uitzicht over de rivier Onyar

Girona (Spaans: Gerona) is een stad en gemeente in de Spaanse autonome regio Catalonië. Het is de hoofdstad van de provincie Girona en van de comarca Gironès.
Girona telt 98.255 inwoners (1 januari 2016). De stad ligt op 75 meter boven zeeniveau en 102 kilometer ten noorden van de Catalaanse hoofdstad Barcelona. De stad wordt doorkruist door de rivieren Ter en Onyar. Tot hij begin januari 2016 tot president van de Generalitat de Catalunya verkozen werd, was Carles Puigdemont i Casamajó burgemeester. Hij werd opgevolgd door Albert Ballesta. Girona heeft een eigen universiteit, Universitat de Girona, en het op een na grootste vliegveld van Catalonië: Aeroport de Girona-Costa Brava.

## Geschiedenis
De omgeving van Girona werd al voor de Romeinse tijd bewoond door Iberische volken. De Romeinen bouwden er een citadel, die de naam Gerunda kreeg. Later werd de streek bewoond door de Visigoten totdat deze werden verslagen door de Moren. In 785 veroverde Karel de Grote de stad en maakte er een van de veertien Catalaanse graafschappen van. Later, in het jaar 878 werd Girona een graafschap binnen Barcelona. In de 11e eeuw kreeg de stad officiële stadsrechten van koning Alfons I, van het Rijk van Aragón. In 1351 werd het graafschap een hertogdom onder het bewind van hertog Joan, zoon van koning Peter III van Aragón. In 1414 kreeg koning Alfons V van Aragón, zoon van Ferdinand I, de titel Prins van Gerona. Deze titel wordt nog steeds gedragen door de troonopvolger (anno 2024 prinses Leonor van Spanje).
In de 12e en 13e eeuw kende Girona een bloeiende joodse gemeenschap, met in die tijd een van de belangrijkste kabbalistische scholen van Europa. De rabbijn van Girona uit de dertiende eeuw, Mosjé ben Nachman (beter bekend onder de naam Nachmanides of ramban), werd destijds aangesteld als de Grote Rabbi van Catalonië. Aan deze Joodse opkomst kwam een abrupt einde in 1492, toen alle Joden door de katholieke koningen het land werden uitgedreven middels de beruchte Spaanse Inquisitie. De Joodse wijk van Girona is een van de omvangrijkste van Europa.
Girona werd 25 maal belegerd en zeven keer veroverd. In de 17e eeuw werd de stad bezet door het koninklijke Franse leger onder leiding van maarschalk Hocquisicourt (1653), maarschalk Bellefonds (1684), en tweemaal door Noailles. In mei 1809 werd de stad aangevallen door 35 duizend troepen van Napoleon. De stad kon de overgave zeven maanden uitstellen, maar gaf zich ten slotte op 12 december 1809 gewonnen. De verdedigingsmuren die de stad omheinden werden aan het einde van de negentiende eeuw geslecht opdat de stad verder zou kunnen groeien.
De stadsmuur is compleet gerenoveerd, en is aan de oostkant herbouwd, waardoor de hele muur in originele staat bewandeld kan worden.

## Klimaat
| Maand                    | jan | feb | mrt | apr | mei | jun | jul | aug | sep | okt | nov | dec | Jaar  |
| ------------------------ | --- | --- | --- | --- | --- | --- | --- | --- | --- | --- | --- | --- | ----- |
| Gemiddeld maximum (°C)   | 13  | 13  | 15  | 17  | 20  | 24  | 27  | 27  | 25  | 21  | 17  | 14  | 19,42 |
| Gemiddeld minimum (°C)   | 8   | 8   | 9   | 11  | 14  | 18  | 21  | 22  | 19  | 16  | 12  | 9   | 13,92 |
|                          |     |     |     |     |     |     |     |     |     |     |     |     |       |
| Neerslag (mm)            | 58  | 39  | 78  | 82  | 61  | 46  | 41  | 41  | 78  | 101 | 86  | 30  | 741   |
| Bron: Het weer in Girona |     |     |     |     |     |     |     |     |     |     |     |     |       |

## Geografische ligging
Afstanden vanaf Girona naar andere steden:
- Perpignan: ongeveer 145 kilometer
- Andorra: 198 kilometer
- Barcelona: 102 kilometer
- Bilbao: 687 kilometer
- Madrid: 708 kilometer
- Montpellier: 246 kilometer
- Pamplona 510 kilometer
- Sevilla: 1100 kilometer
- Tarragona: 192 kilometer
- Toulouse: 233 kilometer
- Valencia: 442 kilometer
- Zaragoza: 388 kilometer

## Demografische ontwikkeling
Bron: INE; 1857-2011: volkstellingen
Opm: Aanhechting van Palau Sacosta, San Daniel, Santa Eugenia (1970), Salt en Sarriá de Ter (1981); afstand van Salt en Sarriá de Ter (1991)

## Cultuur

### Bezienswaardigheden

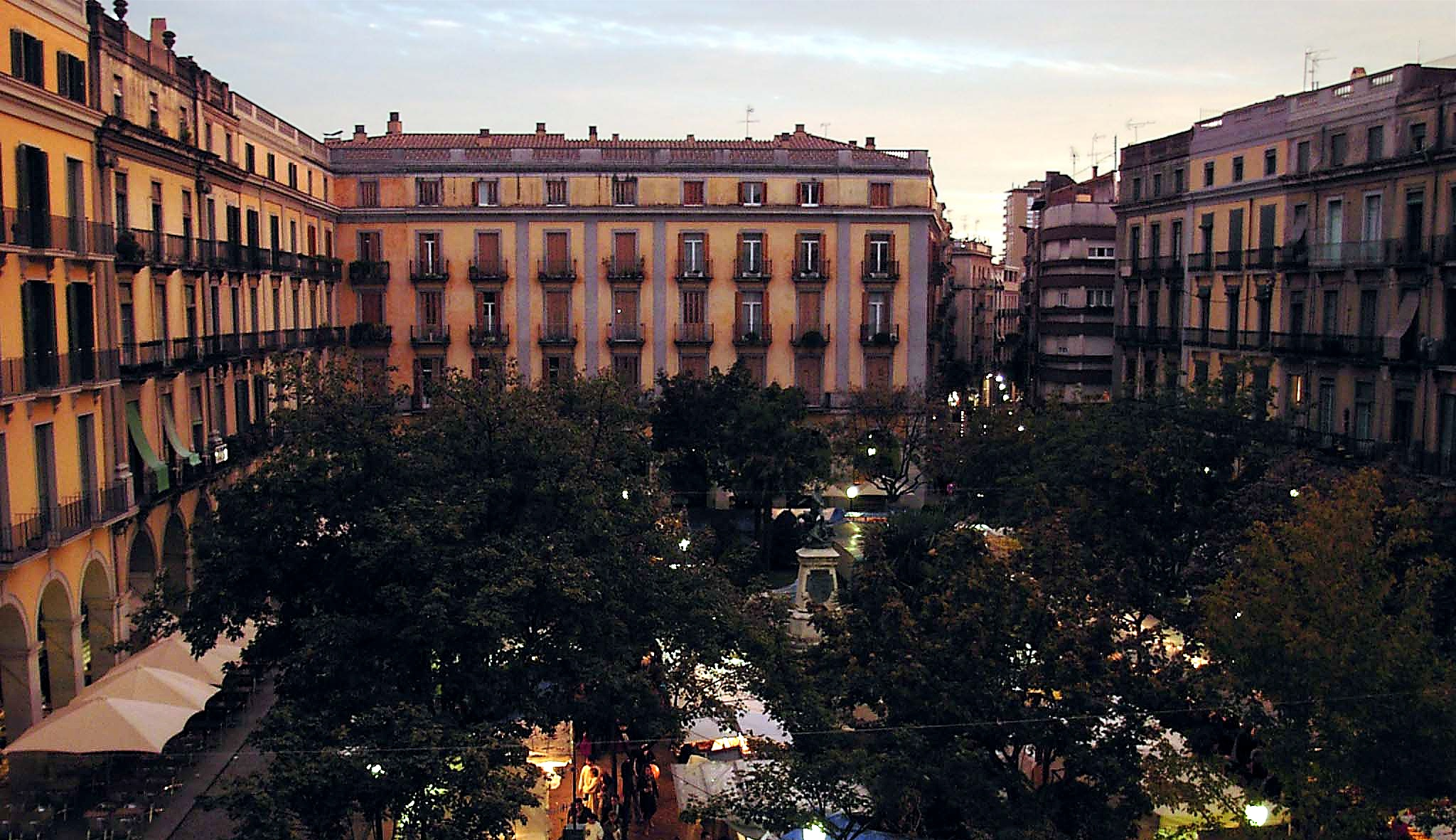
Plaça de la Independència

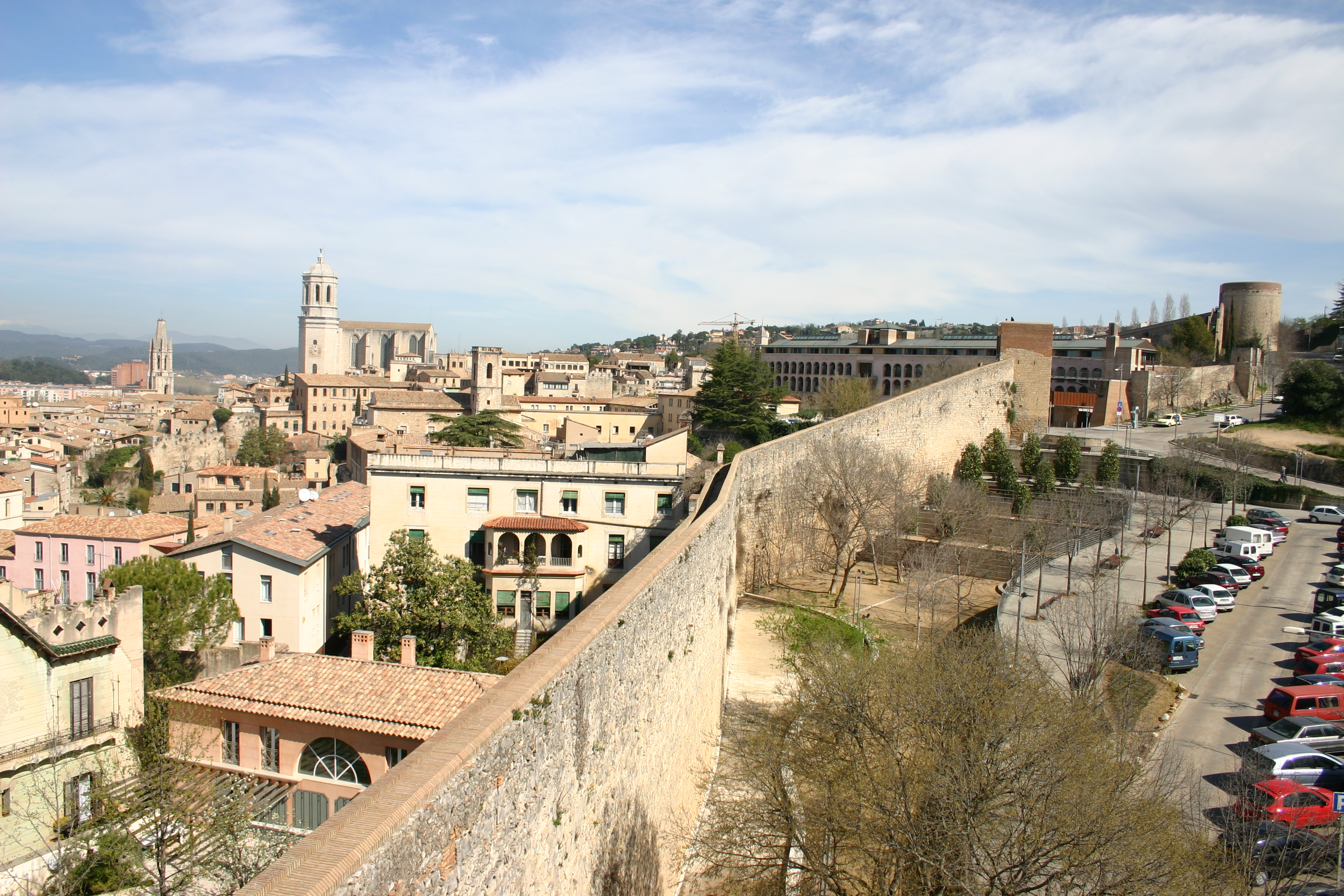
Stadsmuur van Girona

Het historische gedeelte van de stad bevindt zich op de heuvel Caputxins, maar de rest van de stad ligt op vlak terrein. Overblijfselen van de muren die vele aanslagen tegenhielden zijn nog steeds te vinden. Een van de pleinen in de stad is het Plaça de la Independència, een plein met terrassen en restaurants. Een karakteristiek beeld van Girona zijn de ‘hangende’ gebouwen aan de rivier ‘Onyar’ en de bruggen die deze rivier oversteken. Girona kent nog de originele Arabische badhuizen, die werden gebouwd in het jaar 1194. Het oude stadsdeel heet ‘Barri Vell’ en biedt bezienswaardigheden met o.a. het plein Plaça de la Independència, de kathedraal van Girona, oude stadsmuren en enkele originele Arabische badhuizen.
De originele kathedraal van Girona, die op de plek van de huidige kathedraal stond, werd door de Moren gebruikt als een moskee. Nadat zij uit de stad waren verdreven, werd deze compleet verbouwd. Het resultaat is een van de voorbeelden van gotische architectuur in Spanje, gemaakt door de Mallorcaanse architect Jaume Fabre.
Andere bezienswaardigheden zijn de gotische Sant Feliu kerk, gebouwd in de 14e eeuw en de benedictijnse Sant Pere de Galligants kerk, gebouwd in romaanse stijl.
Ook het theater van Girona is een bezienswaardigheid.

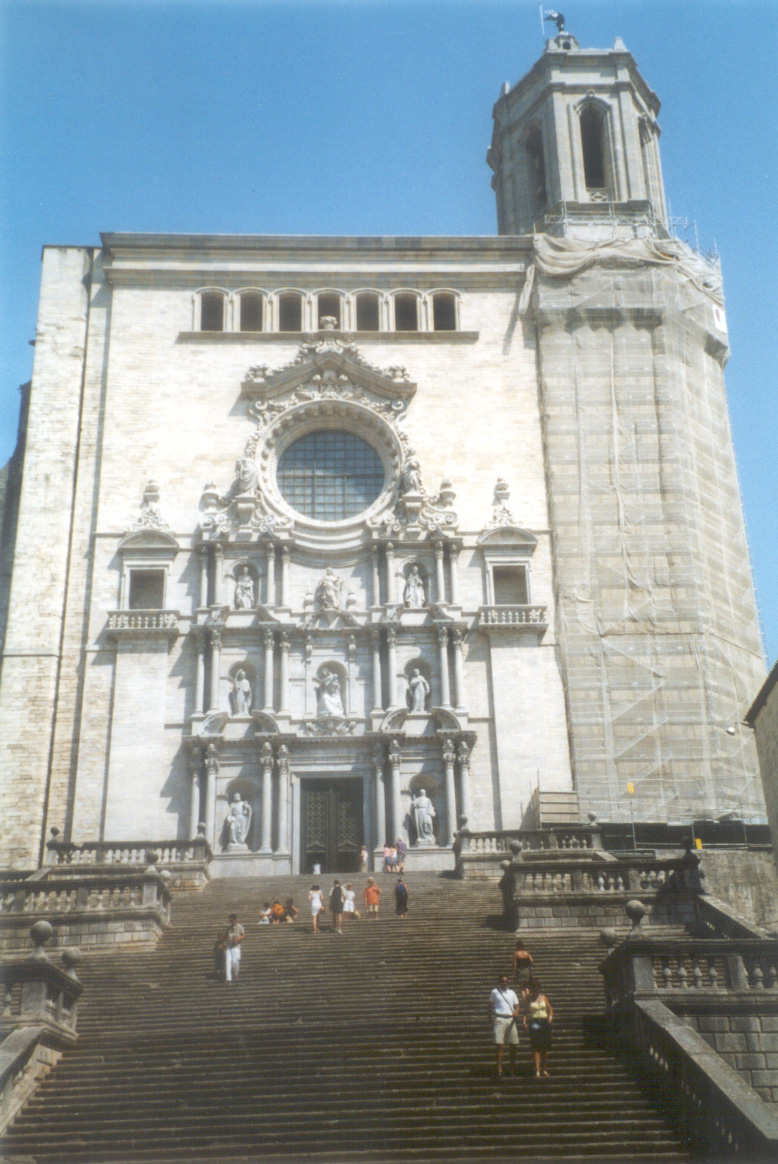
Kathedraal van Girona
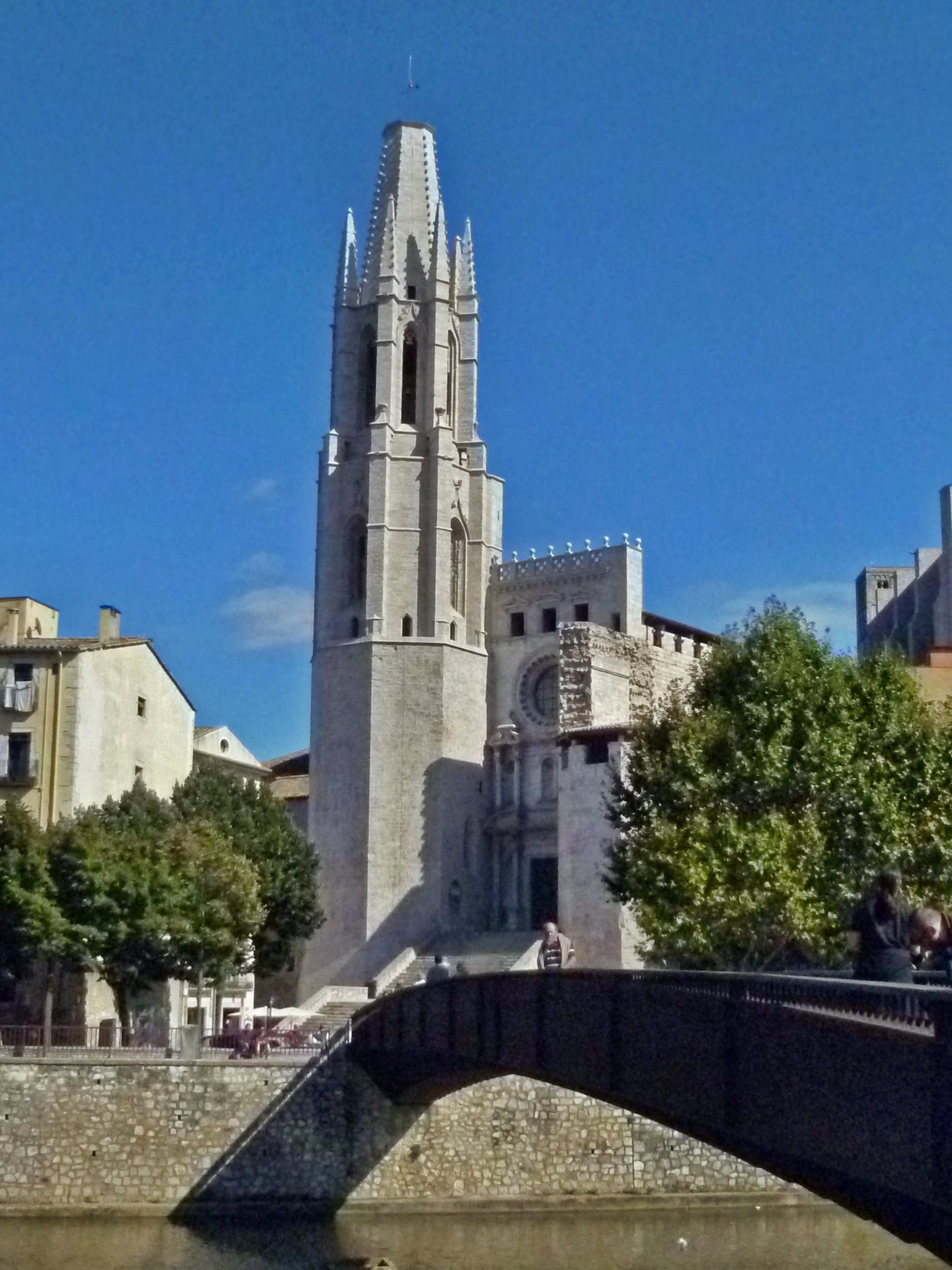
Kerk van Sant Feliu, gezien vanaf de rivier Onyar
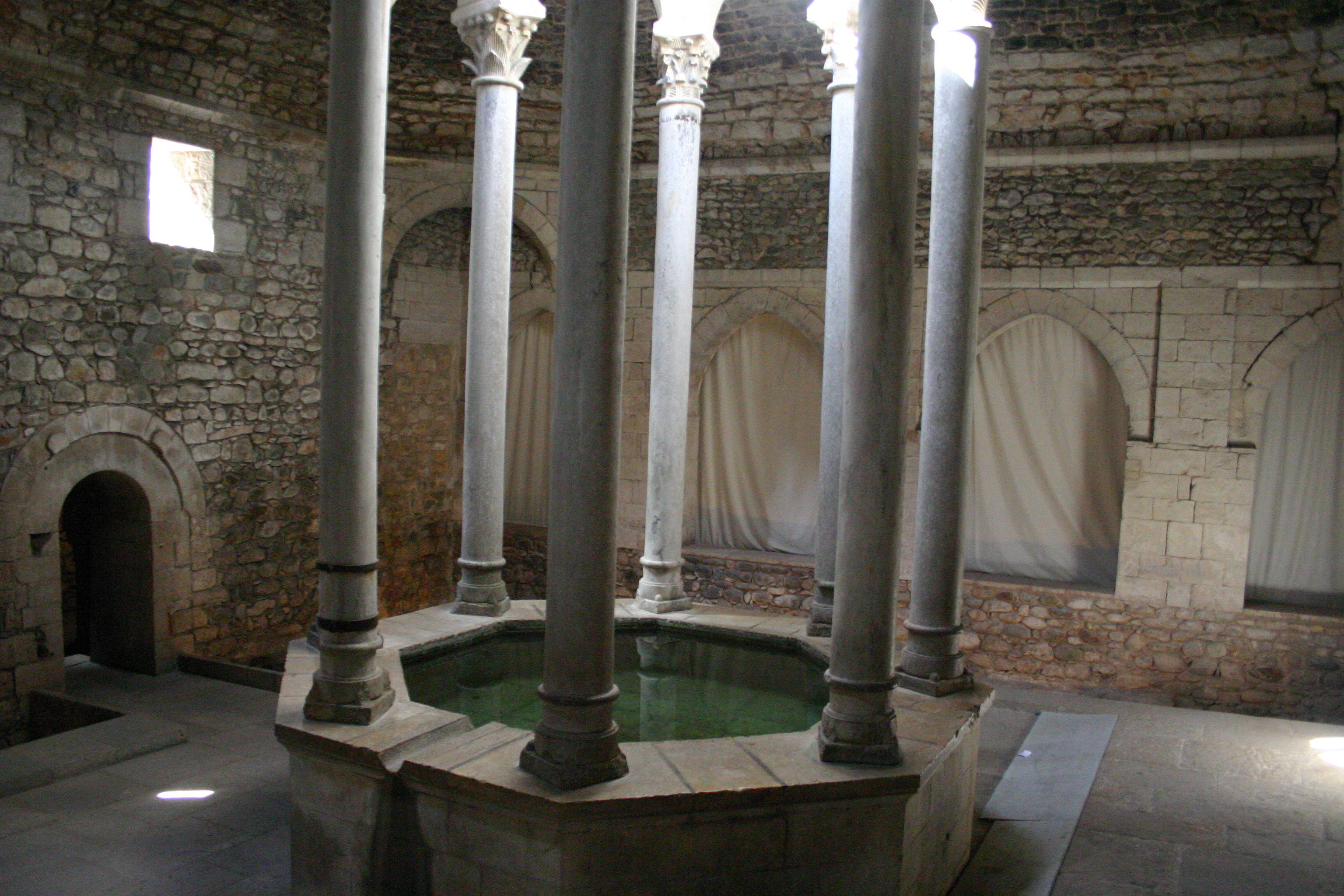
Arabische badhuizen
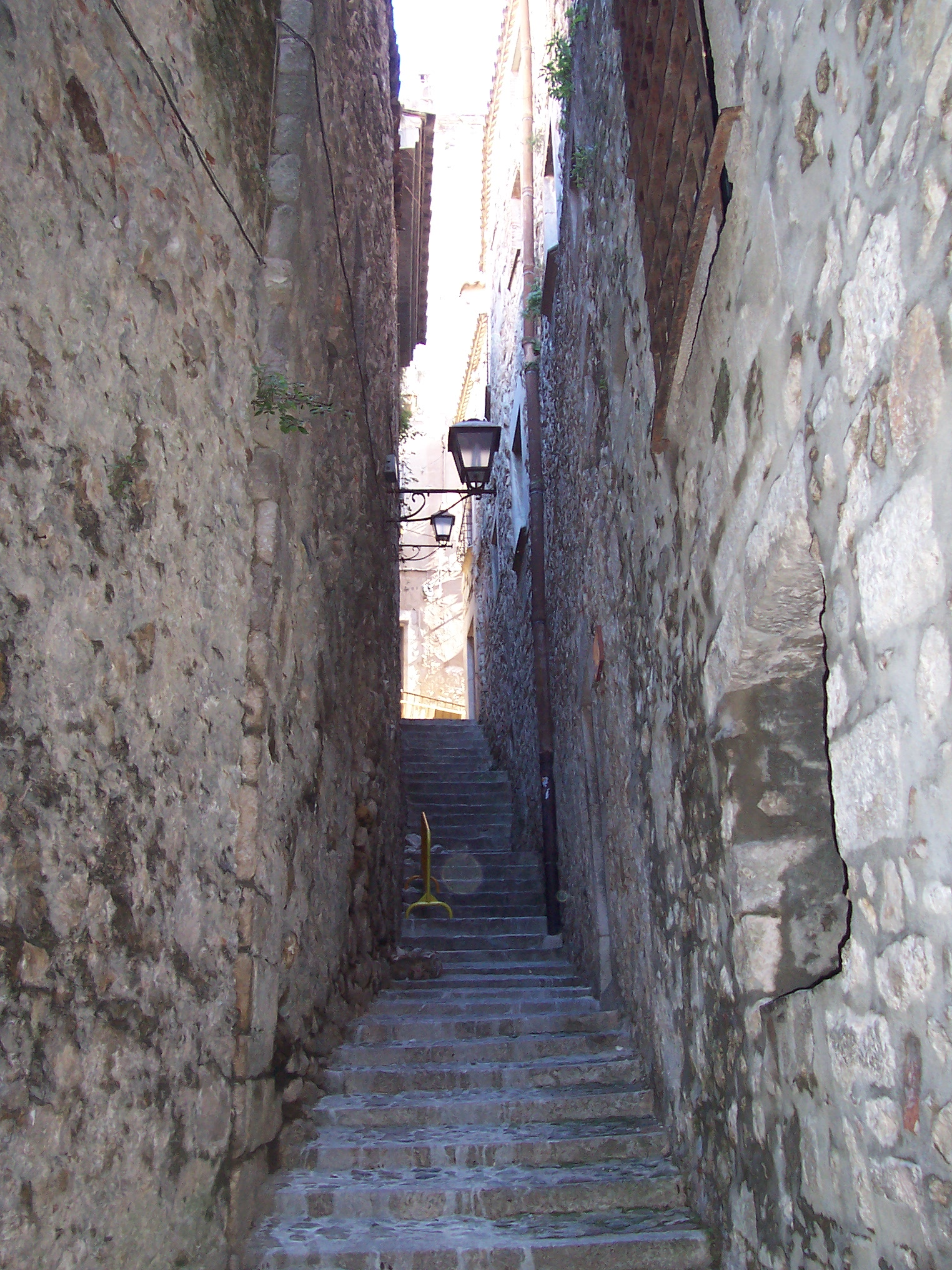
Een van de straatjes in het historisch centrum

### Musea
- Museum van de geschiedenis van Girona
- Archeologisch Museum van Catalonië, afdeling Girona
- Museum van de Kunst
- Museum van de kathedraal
- Museum van de Cinema
- Museum van de Joodse Geschiedenis

## Sport
Girona FC is de professionele voetbalclub van Girona en speelt in het Estadi Montilivi. De club speelt in het seizoen 2017/2018 voor het eerst op het hoogste Spaanse niveau, de Primera División.

## Transport

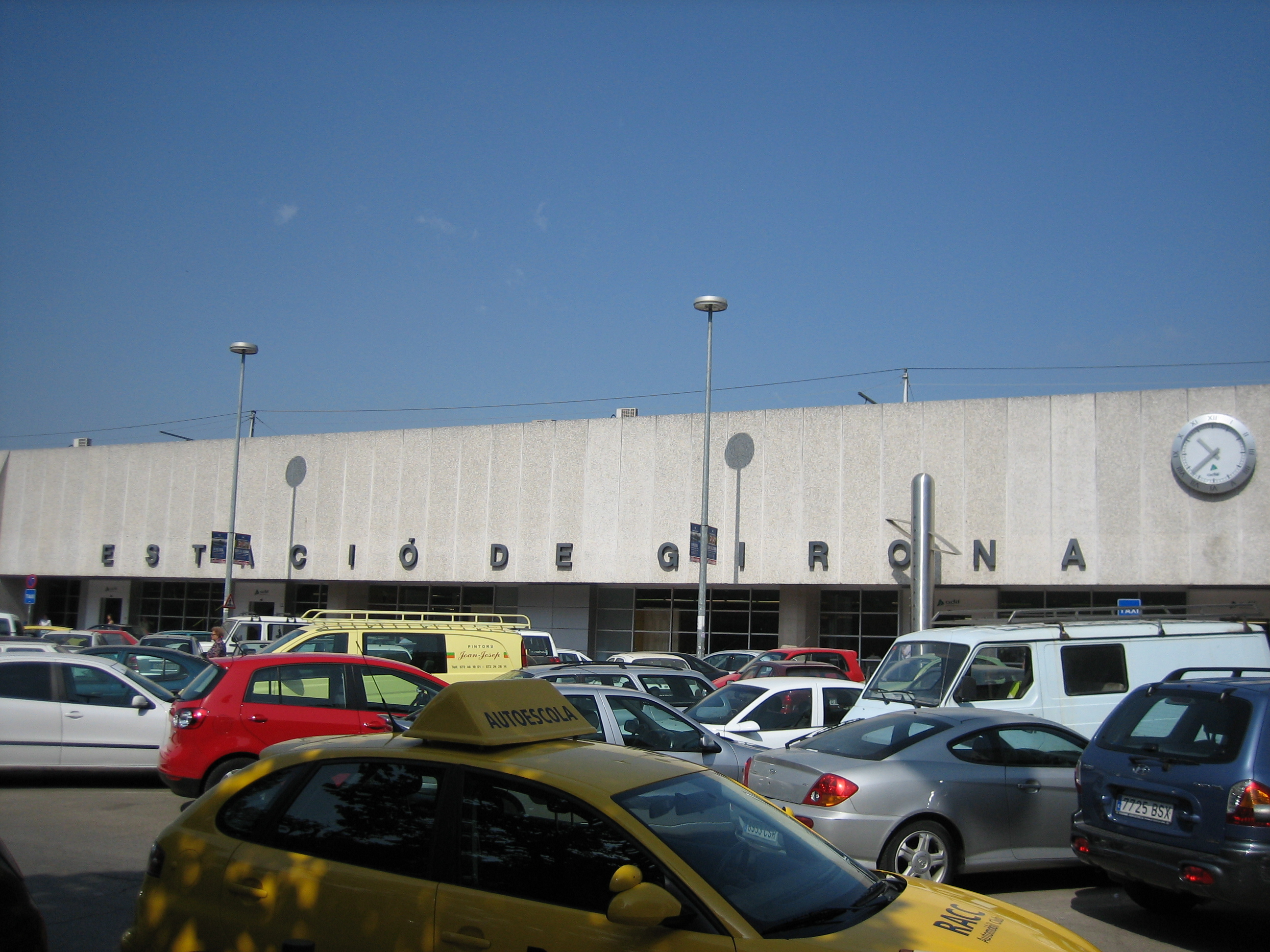
Nieuw stationsgebouw van Girona

Girona heeft een eigen treinstation met verbindingen naar Zaragoza, Barcelona en de rest van Catalonië. De hogesnelheidslijn doorkruist Girona ondergronds en heeft een ondergrondse halte naast het Spaanse breedspoor treinstation. Vanuit het hogesnelheidsstation vertrekken er internationale treinen naar diverse Franse bestemmingen, waaronder Parijs, Lyon, Toulouse en Marseille. Verder heeft Girona een eigen internationaal vliegveld, Aeroport de Girona-Costa Brava, met directe vluchten naar praktisch heel Europa.

## Stedenbanden
- Albi (Frankrijk)
- Bluefields (Nicaragua)
- Farsia (Westelijke Sahara)
- Ithaka (Griekenland)
- Nashville (Verenigde Staten)
- Perpignan (Frankrijk), sinds 1988
- Reggio nell’Emilia (Italië)
- Wakefield (Verenigd Koninkrijk)

## Bekende inwoners van Girona

### Geboren
- Ramban of Nachmanides (1194-ca.1270) Joods geleerde , rabbijn , arts , kabbalist , filosoof en Thoracommentator
- Francesc Eiximenis (±1330-1409) - franciscaans monnik, filosoof en schrijver
- Narciso Clavería (1795-1851), militair, politicus en gouverneur-generaal van de Filipijnen
- Juan Font i Giralt (1899-1936), priester en esperantist
- Xavier Cugat (1900-1990), bandleider
- Manuel Bonmatí i Romaguera (1903-1981), bankier en journalist, stichter van het weekblad Presència
- Francesc Ferrer i Gironès (1935-2006), essayist en politicus
- Pedro Brugada (1952), hartchirurg
- Óscar Serrano (1981), voetballer
- Josep Comadevall (1983), voetballer ("Pitu")
- Jordi García Pinto (1990), golfer
- Pau López (1994), voetballer

### Geleefd
- Carles Rahola i Llorens (1881-1939), journalist en historicus, gefusilleerd door de franquistische repressie